# Chrysolina obsoleta
Chrysolina obsoleta es un coleóptero de la familia Chrysomelidae.
Fue descrita científicamente en 1838 por Brullé.